# Z-11 (航空機)
Z-11 (航空機)
2016年撮影
- 分類：汎用ヘリコプター
- 製造者：昌河飛機工業公司
- 運用者： 中国（中国人民解放軍）
- 初飛行：1994年12月22日
- 運用開始：1998年9月
- 運用状況：2021年現在、現役。

Z-11（Zhisheng-11, 中：直升-11）は、中国の昌河飛機工業公司が中國直升機設計研究所と共同で研究・製造したヘリコプターである。試作機はアエロスパシアルが開発・製造した軽量ヘリコプター「AS 350」である。Z-11は訓練、偵察、警察、税関、消防、救急、観光などの用途で運用できる。

## 仕様

### 諸元
- 乗員:1名
- 定員:6名
- 全長:11.24m（回転翼含まず）13.01m（回転翼含む）
- 全幅:1.8m
- 全高:3.14m
- 空虚重量:1,253kg（2,762lb）
- 最大離陸重量:2,250kg（4,960lb）

## 登場作品

### ゲーム
『バトルフィールドシリーズ』
『BF2』
CHINAのヘリコプターとしてZ-11Wが登場する。武装としてスタブウイングにガンポッドを搭載している。また、UAVを遠隔操作できる。
『BF3』
キャンペーンではフランス国家警察のヘリコプターとして登場し、マルチプレイではロシア軍の偵察ヘリコプターとしてZ-11Wが登場。
『BF4』
ロシア軍と中国軍の偵察ヘリコプターとしてZ-11Wが登場。